# Arthur Brandt (Rechtsanwalt)
Arthur Brandt (geboren am 21. Juni 1893 in Züllichau, gestorben am 24. Januar 1989 in Lugano, Schweiz) war ein deutscher Rechtsanwalt und Strafverteidiger.

## Leben

### Werdegang, anwaltliche Tätigkeit und Emigration 1933
Brandt wurde im Jahr 1916 an der Universität Erlangen mit einer Arbeit über die Grenzen der mittelbaren Täterschaft im geltenden und künftigen Strafrecht zum Dr. jur. promoviert. Er arbeitete ab 1921 in Berlin als Rechtsanwalt. Dabei umfasste seine juristische Tätigkeit ein breites Spektrum. Als Herausgeber der Autorechtlichen Rundschau nahm er Einfluss auf verkehrsrechtliche Fragen. Zudem leitete er den Ausbildungskurs für die Berliner Gerichtsreferendare im Strafrecht.
Bekannt wurde Brandt im Tscheka-Prozess 1925, wo er zusammen mit Kurt Rosenfeld und anderen die Verteidigung der angeklagten Kommunisten übernahm und darüber eine „Denkschrift der Verteidigung“ veröffentlichte, die in erster Linie die gravierenden Eingriffe des verhandelnden Staatsgerichtshofes in die Rechte der Verteidiger thematisierte. Unter dem Einfluss Rosenfelds trat Brandt, der bis zu diesem Prozess der DDP angehört hatte, nun in die SPD ein. Nachdem in der Nacht vom 27. zum 28. Februar 1933 der  Reichstag gebrannt hatte, floh Brandt am folgenden Tag aus Deutschland, weil er seine Verhaftung befürchtete. In der Tat bedeutete die noch am 28. Februar erlassene Reichstagsbrandverordnung als neue Stufe der nationalsozialistischen Machtergreifung, so der amerikanische Historiker Benjamin Carter Hett, „für Brandt wie für viele linksgerichtete, jüdische Anwälte, dass er sich in Lebensgefahr befand“. Über die Schweiz und Frankreich floh Brandt nach London, wo er im Sommer 1933 die Nachricht vom Entzug seiner Zulassung als Anwalt wegen „kommunistischer Betätigung“ erhielt. Brandt emigrierte 1938 weiter in die Vereinigten Staaten, erhielt die amerikanische Staatsbürgerschaft und wurde Mitglied der Anwaltskammern New York und Massachusetts. Er arbeitete von da an als Rechtsanwalt in den USA und war als Anwalt beim Obersten Gericht von Massachusetts und beim Bundes-Appellationsgericht in New York zugelassen.
Brandt trug wesentlich zur Aufarbeitung des Falles Jakubowski bei, der als einer der großen Justizirrtümer der Weimarer Republik gilt. Josef Jakubowski, der im Ersten Weltkrieg als russischer Soldat in deutsche Kriegsgefangenschaft geraten war und sich später als Landarbeiter in Mecklenburg durchschlug, war 1925 vom Landgericht Neustrelitz wegen angeblichen Mordes an seinem dreijährigen Sohn zum Tode verurteilt und 1926 enthauptet worden. Als Vertreter der Deutschen Liga für Menschenrechte wirkte Brandt an einer gegen Staatsanwalt Müller und Landgerichtspräsident Johannes von Buchka gestellten Strafanzeige wegen Rechtsbeugung mit, die zwar zurückgewiesen wurde, in der Folge aber Argumente für die Abschaffung der Todesstrafe lieferte. Erst 1929 wurde der wahre Täter vom Landgericht Neustrelitz in einem Verfahren, bei dem Brandt als Nebenkläger mitwirkte, unter einem neuen Staatsanwalt und einem neuen Landgerichtspräsidenten der Tat überführt und zum Tode verurteilt. Die Todesstrafe wurde nicht vollstreckt. Brandt hatte sich auch hier gegen diese Strafe ausgesprochen. In der Folge dieses Prozesses und der Aufdeckung des Justizirrtums wurden bis 1933 im Deutschen Reich kaum noch Hinrichtungen vollzogen.

### Rückkehr 1955 und Anwalt in Sachen Rehabilitation Marinus van der Lubbe
Im Jahr 1954 entschloss sich Brandt, als Anwalt nach Berlin zurückzukehren. Sein erklärtes Ziel war, Wiedergutmachung für Opfer des Nationalsozialismus zu erstreiten. 1955 eröffnete er in Berlin eine Anwaltskanzlei. Einer seiner ersten Fälle, mit dem er über viele Jahre anwaltlich betraut wurde, war das Bemühen um Rehabilitierung des im Reichstagsbrandprozess Ende 1933 zum Tode verurteilten Niederländers Marinus van der Lubbe. Beauftragt wurde Brandt durch Johannes Marcus van der Lubbe, den älteren Bruder des im Januar 1934 Hingerichteten. Mit Hilfe des 1951 verabschiedeten „Gesetzes zur Wiedergutmachung nationalsozialistischen Unrechts auf dem Gebiete des Strafrechts“ wurde die Aufhebung des Urteils angestrebt. Schließlich war das Gesetz, auf dessen Basis van der Lubbe zum Tode verurteilt worden war, die sog. Lex van der Lubbe, eigens nach dem Reichstagsbrand verabschiedet worden, um den mutmaßlichen Täter entgegen dem rechtsstaatlichen Grundsatz nulla poena sine lege aburteilen zu können. In seinen Schriftsätzen machte Brandt geltend, dass das Todesurteil der „Festigung des Nationalsozialismus gedient“ habe und aus „politischen Gründen“ gefällt worden sei. Ergänzend argumentierte er, die Nationalsozialisten hätten van der Lubbe für ein Verbrechen hinrichten lassen, für das dieser keine Schuld trage.
Flankierend zu seinen juristischen Bemühungen gelang es Brandt, den Schriftsteller Curt Riess zu entsprechenden Artikeln im Magazin Stern zu veranlassen. Dieser publizierte dort unter seinem Pseudonym Peter Brandes die dreiteilige Serie Feuer über Deutschland, wonach der Reichstag von SA-Aktivisten angezündet worden sei.
Im Rahmen der Ermittlungen für den Prozess kam es zu Aussagen von Paul Vogt, der im Jahr 1933 Untersuchungsrichter beim Reichstagsbrand war, dem ersten Gestapo-Chef Rudolf Diels sowie Diels’ damaligem Mitarbeiter Alois Eugen Becker. Während Becker angab, man sei unmittelbar nach dem Reichstagsbrand bei der Gestapo davon ausgegangen, dass van der Lubbe damals das Feuer unmöglich habe alleine legen können, gab sein Chef Diels zu Protokoll, eine Alleintäterschaft van der Lubbes sei als wahrscheinlich anzusehen. Vogt wollte gar keine politische Einflussnahme auf den Prozess erkennen, dieser sei, so der ehemalige Untersuchungsrichter beim Reichstagsbrand, völlig gesetzeskonform verlaufen. Nach langwierigem Procedere lehnte das Landgericht Berlin die Aufhebung des Urteils wegen eines Verfahrensfehlers, der Versäumung einer Frist zur Antragstellung, 1958 ab. Im Jahr 1965 wurde der Fall nach einer Gesetzesänderung und mit Unterstützung der Staatsanwaltschaft erneut verhandelt. Van der Lubbe wurde nun zwar von den im Prozess 1933 vorgebrachten Anklagepunkten Hochverrat und aufrührerische Brandstiftung freigesprochen, doch wegen Brandstiftung verurteilt und die Todesstrafe in eine achtjährige Zuchthausstrafe umgewandelt. Erst viele Jahre später, am 6. Dezember 2007, stellte die Bundesanwaltschaft auf neuer Gesetzesgrundlage schließlich fest, „dass das Urteil gegen den im ‚Reichstagsbrandprozess‘ verurteilten Marinus van der Lubbe aufgehoben ist“.
Arthur Brandt wählte ab 1970 seinen Alterswohnsitz in Lugano/Schweiz, wo er im Januar 1989 verstarb.

## Schriften
- Grenzen der mittelbaren Täterschaft im geltenden und künftigen Strafrecht. Greifswald 1916 (= Universität Erlangen, Jur. Diss., 1916).
- Der Tscheka-Prozeß. Die Denkschrift der Verteidigung. Neuer Deutscher Verlag, Berlin 1925.
- Der Tscheka-Prozeß. Die Denkschrift der Verteidigung. Attica-Verlag, Hamburg 1979, ISBN 3-88235-007-5.
- Unschuldig verurteilt. Richter sind nicht unfehlbar. Econ, Düsseldorf 1982, ISBN 3-430-11509-4.